# Prior
För personer med efternamnet Prior, se Matthew Prior och George Thurland Prior.
Prior, priorinna (latin för den främre) är en föreståndare för ett munk- respektive nunnekloster, alternativt ett konvent eller en tiggarorden. Ett priorat är priorns eller priorinnans ämbete, mandatperiod eller geografiska ansvarsområde.

## Historik
Titeln användes först i benediktinorden, Romersk-katolska kyrkans första munkorden. Den avsåg då ett flertal olika ledarroller. Först i och med Benediktinreformen på 900- och 1000-talen kom rollen att bli tydligt definierad som antingen abbotens ställföreträdare eller föreståndaren för ett kloster som saknar egen abbot.

## Indelning
Nedan redogörs för flera olika typer av prior; förutom i militärordnarna kan begreppen även användas för en priorinna.

### Abbotens ställföreträdare –Prior claustralis
I ett kloster står priorn näst i rang efter abboten. Priorn bistår abboten i dennes arbete med att leda klostret, och är hans ställföreträdare vid frånvaro eller förfall. Prior claustralis har dock ingen egen beslutsmakt, utan agerar på abbotens delegation eller utifrån ordensregeln. Då priorn främst agerar inom klausuren är den latinska benämningen prior claustralis. En sådan prior utses vanligen av abboten, efter att ha hört kapitlet.

### Föreståndare för dotterkloster –Prior obedientiarius
Föreståndare för ett dotterkloster kallas prior, på latin med förledet simplex (enkel) eller obedientiarius (underlydande). I flera ordnar är dotterklostret inte självständigt, utan moderklostrets abbot utser dess prior och kan också avsätta honom vid behov.

### Konventualprior –Prior conventualis
Konventualprior är en föreståndare för ett kloster som saknar egen abbot, eller ett konvent inom tiggarordnarna. Priorn väljs av kapitlet och leder verksamheten fullt ut. Om priorn ingår i en provins krävs provinspriorn godkännande av valet. Inom franciskanerorden används i stället begreppet gardian.

### Provinsprior –Prior provincialis
Provinspriorn eller provinsialprior är föreståndare för ett antal kloster eller konvent som förenats i en provins. Han väljs vanligen för en viss tid av två delegater från varje konvent i provinsen samt konventualpriorerna. Valet godkänns av generalpriorn.

### Generalprior –Prior generalis
Generalpriorn är föreståndare för hela orden, ofta med residens i Rom. Han väljs av generalkapitlet för en viss tid. (Inom dominikanerorden kallas generalpriorn i stället ordensmästare.)

### Prior major, subpriorochcircator
Inom benediktinerkloster har även titeln storprior (prior major) förekommit, och avsåg då ett ämbete med särskilt ansvar för dotterkloster. Storpriorn hade i dessa fall rang efter abboten men före prior claustralis.
I större kloster utsågs även subprior (underprior) och ytterligare en eller flera underpriorer som benämndes circator. Samtliga underpriorer stöttade abboten i dennes ledning, och agerade på abbotens order. Begreppet circator kom av uppgiften att gå runt klostrets omkrets för att se att allt är väl, jämför cirkulera, cirkel. En subprior kan också avse en konventualpriors ställföreträdare, och som därmed intog samma funktion som prior claustralis i ett större kloster.

## Andra användningar
Inom Malteserorden och Johanniterordnarna används prior, storprior och priorat för att beteckna geografiska områden och deras högsta ämbetsinnehavare.
Prior har historiskt även kunnat avse föreståndaren för ett hospital.